# جرام استاینرت

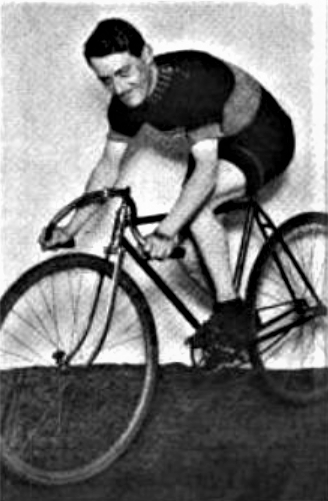
جرام استاینرت در سال ۱۹۱۲

جرام استاینرت (انگلیسی: Jerome Steinert; ۶ نوامبر ۱۸۸۳ – اکتبر ۱۹۶۶) دوچرخه‌سوار اهل ایالات متحده آمریکا بود. وی در بازی‌های المپیک تابستانی ۱۹۱۲ شرکت کرده است.